# Епархия Хинотеги
Епархия Хинотеги (лат.  Dioecesis Xinotegana) — епархия Римско-Католической церкви с центром в городе Хинотега, Никарагуа. Епархия Гранады распространяет свою юрисдикцию на департамент Хинотега. Епархия Хинотеги входит в митрополию Манагуа. Кафедральным собором епархии Хинотеги является церковь святого Иоанна Крестителя.

## История
8 июня 1982 года Римский папа Иоанн Павел II издал буллу Libenti quidem animo, которой учредил территориальную прелатуру Хинотеги, выделив её из епархии Матагальпы.
30 апреля 1991 года Римский папа Иоанн Павел II выпустил буллу Quod Praelatura Xinotegana, которой преобразовал территориальную прелатуру Хинотеги в епархию.

## Ординарии епархии
- епископ Pedro Lisímaco de Jesús Vílchez Vílchez (18.06.1982 — 10.05.2005);
- епископ Carlos Enrique Herrera Gutiérrez (10.05.2005 — по настоящее время).

## Источник
- Annuario Pontificio, Ватикан, 2007
- Булла Libenti quidem animo  (лат.)
- Булла Quod Praelatura Xinotegana  (лат.)